# Rostov Veliký
Rostov (rusky Росто́в) je starobylé město v Jaroslavské oblasti Ruské federace, jedno z turistických center Zlatého kruhu Ruska. Žije zde přibližně 27 tisíc obyvatel.

## Název
Mimo prostého názvu Rostov se mu pro odlišení od Rostova na Donu říká také Veliký Rostov, byť dnes je Rostov na Donu výrazně větším městem.

## Poloha
Leží na březích jezera Něro přibližně dvě stě kilometrů na severovýchod od Moskvy. 

## Osobnosti spjaté s historií města
- Irenarch Rostovský (1547–1616), mnich a pravoslavný svatý

### Rodáci
- Andrej Bogoljubskij (1111–1174), vladimirsko-suzdalský kníže
- Konstantin Vsevolodovič (1186–1218), novgorodský kníže
- Vasilko Konstantinovič (1208–1238), rostovský kníže a svatořečený mučedník ruské pravoslavné církve
- Sergej Radoněžský (1314–1392), duchovní vůdce a pravoslavný svatý